# Monument à Vuk Karadžić
 (décembre 2016).
Si vous disposez d'ouvrages ou d'articles de référence ou si vous connaissez des sites web de qualité traitant du thème abordé ici, merci de compléter l'article en donnant les références utiles à sa vérifiabilité et en les liant à la section « Notes et références ».
Le monument à Vuk Karadžić (serbe : Споменик Вуку Караџићу) est une statue représentant l'écrivain et linguiste serbe Vuk Karadžić (1787-1864), principal réformateur de la langue littéraire serbe.
Cette sculpture est située au carrefour du Bulevar kralja Aleksandra (« Boulevard du roi Alexandre ») et de la rue Ruzveltova à Belgrade (Serbie).

## Histoire et construction

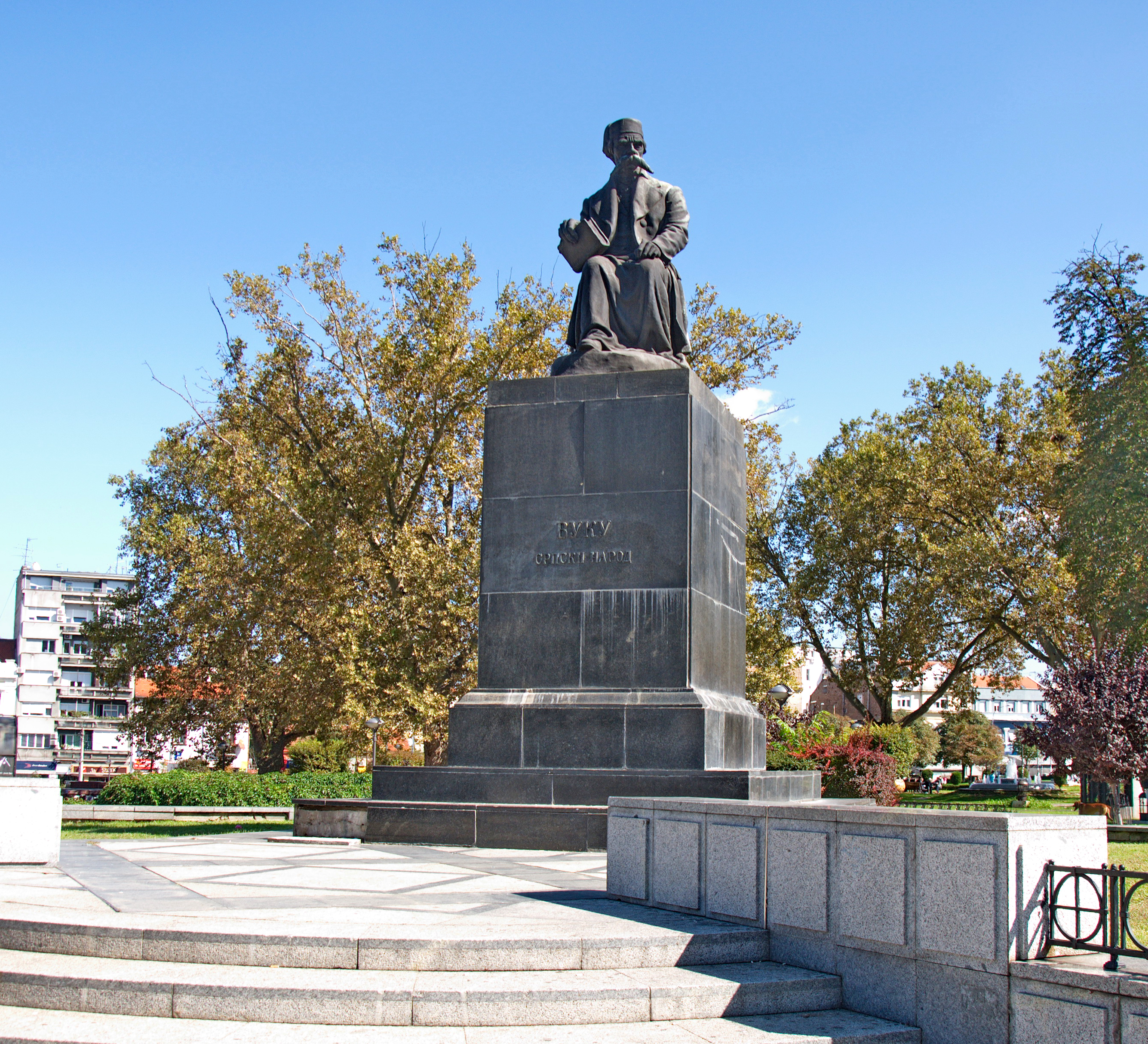

L'idée de l'édification du monument est donnée par l'Association littéraire serbe en 1920.
Pendant plusieurs années, les fonds collectés pour sa construction se font grâce à des donations des citoyens serbes.
Il est prévu que le monument soit coulé en bronze et posé sur un piédestal en granit. Un concours est alors lancé dans toute la Yougoslavie. 
Ce n'est qu'en 1932 que la sculpture est coulée en bronze et apportée à Belgrade. Elle est réalisée par Đorđe Jovanović (1861-1953), le fondateur de la sculpture serbe moderne et le premier artiste qui a fait des sculptures de grand format, et représente Vuk Karadžić, en pied, tenant dans ses mains un livre qui symbolise toute son œuvre.
Selon la première décision officielle, visée en 1932, il est déterminé que, pour l'élévation du monument à Vuk Karadžić, soit cédée la place au milieu du parc, face de l'Université (l'actuel Parc des étudiants), entre les monuments à Dositej Obradović et à Josif Pančić. Pourtant, en 1937, peu de temps avant la célébration des 150 ans de la naissance de Karadžić, décision est prise d'un changement de lieu pour son installation.
L'emplacement à l'angle du boulevard kralja Aleksandra et de la rue Ruzveltova, dans le parc Ćirilo i Metodije est finalement fixé comme nouvelle situation finale. Le monument mesurant 7,25 m de hauteur, est dévoilé le 7 novembre 1937, à l'occasion du 150e anniversaire de la naissance du linguiste.
En raison de leur emplacement, les gares de correspondance avec les trains Beovoz et la station du futur métro léger de Belgrade, à proximité, portent le nom de Vukov spomenik ("Monument de Vuk"), ainsi que tout le quartier où est situé le monument.
Le monument à Vuk Karadžić appartient à un groupe d'édifices publics représentatifs érigés en l'honneur de personnalités méritantes du peuple serbe.
Bien que réalisé dans la période tardive de l'œuvre de l'artiste, le monument porte toutes les qualités de l'expression artistique de l'auteur.
En raison de ses valeurs culturelles et historiques, le monument est déclaré comme le bien culturel de la ville de Belgrade.